# Plethodon chattahoochee
Plethodon chattahoochee är en groddjursart som beskrevs av Highton in Highton, Maha och Linda Resnick Maxson 1989. Plethodon chattahoochee ingår i släktet Plethodon och familjen lunglösa salamandrar. Inga underarter finns listade i Catalogue of Life.